# Ctenosaura quinquecarinata
El garrobo enano de cola de garrote (Ctenosaura quinquecarinata), también conocido como cola chata, garrobo enano o iguana de cola espinosa de cinco quillas y en Honduras lo llaman Jamo, es una especie de lagarto iguánido del género Ctenosaura, endémico de América Central. Se desconoce su estado de conservación.

## Etimología
El nombre del género Ctenosaura, deriva de las palabras griegas: ctenos (Κτενός), que significa "peine" (esto en referencia a las espinas en forma de peine que recorren la espalda del lagarto), y saura (σαύρα), que significa "lagarto". El epíteto específico de C. quinquecarinata proviene del latín "quinque" (cinco) y "carinatus" (con quilla). El significado no está claro, al igual que los significados de muchos nombres erigidos por Gray.

## Descripción
El garrobo cola de garrote recibe este nombre debido a que la cola de esta especie está fuertemente blindada con cinco anillos de espinas que forman placas longitudinales, formando una especie de garrote. Cuentan con una cresta dorsal pequeña que recorre su dorso y termina al inicio de su cola.
La cola de este lagarto es aplastada y gruesa al comienzo y después se forma como la cola de otras iguanas, cilíndrica hasta terminar en punta. Debido a esto también se le conoce como cola chata. Las púas formadas por las placas de su cola "garrote" le sirven como método de defensa ante depredadores como zorros, gavilanes, el zanate nicaragüense, diversos tipos de hormigas y culebras y el garrobo negro.
Como la mayoría de los integrantes del género Ctenosaura, las crías nacen con un color verde brillante, solo que este se desvanece desde el dorso hasta la cola, no como en C. similis en dónde el color verde de los neonatos es uniforme. Al crecer, el color de los juveniles cambia a un color marrón-gris pardusco uniforme con pequeñas y no tan notorias bandas o franjas recorren el tronco y la cola del animal. Los ejemplares machos desarrollan un color azulado oscuro-grisáceo con grandes franjas de color negro en el dorso con varias manchas blancas; el color de la cola es más claro con franjas de color oscuro; el color de la cabeza es de color azul muy oscuro-negro; desarrollan manchas amarillas en las partes inferiores de las patas.
Cuando el garrobo enano está en proceso de muda de piel, esta es de color negruzco y la piel nueva es de color verde tierno.

### Alimentación
Este garrobo es omnívoro y se sabe que consumen hojas, frutos y flores de muchos árboles, incluidos el agati de la India, el jobo y el azulillo, así como diversos insectos. Esta especie tiene una relación simbiótica significativa con los arbustos en las familias de plantas Fabaceae y Bignoniaceae. A veces se sabe que come plantas de cultivo, como el frijol, el mango, la naranja y la papaya.

## Reproducción
La madurez sexual del garrobo enano se alcanza a los dos años de edad; los machos reproductivos tienen un promedio de 26 cm de largo hocico-cloaca (SVL), mientras que las hembras miden 24 cm SVL. Los machos pueden alcanzar hasta 35 cm de longitud SVL. Se reproducen anualmente, con cinco huevos o menos; el período de incubación es de 80 días. Se estima que la duración de la generación es de cuatro años, con base en un modelo similar fue utilizado en C. oaxacana de México, que indica que su promedio de vida es de seis años.

### Hibridación
G. Burré en 2004 reportó hibridación entre C. quinquecarinata y C. oaxacana.

## Distribución y hábitat
El garrobo enano de cola de garrote hábita principalmente en bosques secos tropicales y subtropicales, tanto en Costa Rica, Nicaragua, El Salvador, Guatemala y Honduras.
En El Salvador habita en suroeste del país. En Guatemala habita el sureste del país. En Nicaragua se distribuye en Rivas, Carazo, Granada, Managua, León, Chinandega, Madriz, Estelí y la parte oeste de Jinotega, Matagalpa y Boaco. En Costa Rica se distribuye en el Parque Nacional Santa Rosa, donde existe una pequeña población. En Honduras solo se ha visto en el departamento de Francisco Morazán en los municipios de Sabanagrande, Nueva Armenia y Maraita. También se le puede encontrar en el departamento de Choluteca.
Habitan en bosques sucesionales secundarios, herbazales y en entornos transformados por humanos, como pueblos pequeños, cultivos, plantaciones de árboles y pastizales para ganado. Estas iguanas son semiarborícolas y al ser reptiles ectotermios suelen encontrarse tomando el sol en árboles, arbustos, árboles huecos, montones de rocas y postes de cercas.
Las poblaciones de este garrobo están reducidas a pequeños grupos de 3 a 5 individuos, cada grupo muy distante de otro.
No se distribuye en Oaxaca en México.

## Estado de conservación y amenazas
Se desconoce el tamaño total de la población, pero se estima que puede haber menos de 2,500 individuos maduros. Las amenazas del garrobo enano de cola de garrote están mejor documentadas para las subpoblaciones de Nicaragua que para las subpoblaciones de Costa Rica. En Honduras esta disminuyendo su población debido a la caza. 

### Amenazas por actividades humanas
Estos garrobos están amenazadas por la fragmentación y destrucción del hábitat causada por las actividades humanas, incluidas la urbanización, agricultura, deforestación y ganadería. Las razones en específico son las siguientes:
- Los garrobos enanos se refugian en postes de cercas o árboles huecos que están amenazadas por ganaderos y agricultores que intencionalmente provocan incendios para regenerar anualmente sus campos.

- A veces también son asesinados por accidente, dentro de los agujeros de los árboles que se recolectan para leña.

- La agricultura y ganadería a gran escala desplaza a los garrobos y fragmenta la población, esto puede reducir su variabilidad genética hasta cierto punto.

- La tala de bosques, la quema incontrolada y extracción de madera y la construcción de caminos, proporciona un acceso más fácil a las dispersión de garrobos fuera de su hábitat para los caza.

- En regiones donde no se cazan como alimento o para el comercio de mascotas, estas iguanas son temidas y asesinadas intencionalmente con la creencia de que son venenosas.

- En muchos casos, las iguanas mueren debido a que bloquean las entradas de sus madrigueras en árboles huecos y postes de cercas.

### Otras amenazas
Se desconoce el efecto de la persecución intencional y los depredadores invasivos en la tendencia general de la población; otras amenazas conocidas son:
- Perros y gatos salvajes que vagan libremente, siendo probable que esto afecte la supervivencia de las crías y los juveniles en particular; los perros se aprovechan de ejemplares de todas las edades.

## Comercialización

### Alimentación
El garrobo enano de cola de garrote se caza y comercializa intensamente para el consumo humano localmente. También se capturan con fines medicinales, ya que se cree que una sopa hecha con estas iguanas puede curar enfermedades graves. Los lugareños también han declarado que alimentan con garrobos enanos a sus perros y cerdos cuando es posible. Se prefieren las hembras embarazadas, lo que reduce el éxito reproductivo anual y el crecimiento de la población.

### Como mascota
Esta especie se comercializa ampliamente dentro del comercio legal e ilegal de mascotas y se vende a nivel nacional e internacional. El garrobo enano de cola de garrote fue la segunda especie del género Ctenosaura más importada a los Estados Unidos en 2001-2008, con el 50 % de los especímenes importados registrados como de origen silvestre y 50 % como criadas en cautiverio (3171 iguanas) de dos criaderos en Nicaragua. Una de las instalaciones de crianza reportó una exportación total de más de 6000 juveniles criados en cautiverio a Europa, Asia y EUA en 2009. Desde 2005, el número de exportaciones notificadas a EUA ha disminuido; se desconoce el número de exportaciones a otros países. Entrevistas realizadas en varios municipios reportaron capturas silvestres destinadas al mercado de mascotas.
Recientemente, todas las iguanas de cola espinosa fueron aprobadas para su inclusión en el Apéndice II de la Convención sobre el Comercio Internacional de Especies Amenazadas de Fauna y Flora Silvestres (CITES), para mejorar la regulación del comercio internacional. Antes de su inclusión en CITES, esta especie estaba incluida en una prohibición comercial parcial dentro de la Unión Europea desde 1996 (Reglamento de la Comisión EC No 338/97; EUR-Lex).